# 万敏 (1968年)
万敏（1968年6月—），汉族，中国共产党党员。曾任中国远洋海运集团有限公司总经理、香港中旅集团董事长，现任中国远洋海运集团有限公司董事长。